# Cratere Murranus
Murranus è un cratere sulla superficie di Dione. Trae nome dal mitologico Murrano, uno degli amici intimi di Turno.